# 脚線美の誘惑
『脚線美の誘惑』（きゃくせんびのゆうわく）は、THE SQUARE6作目のアルバム。
1982年11月21日発売。

## 解説
スクェア6作目のアルバム。全9曲入。 
アルバムのジャケットはタイトルを生かし、女性の脚線美の写真を採用。
前作『MAGIC』まで在籍したキーボード担当久米大作と前作でドラムを担当した清水永二が退団。 
後任としてキーボードに和泉宏隆、ドラムに長谷部徹が、それぞれ加入した。 
特に和泉の加入は、後のスクェア・サウンドの基礎を築いた出来事で、リーダー（当時）兼ギタリストの安藤まさひろは「和泉君加入前は斜めに構えて音楽をやっていたが、加入後は設計図を描きシリアスに音楽をつくるようになった」と後に語っている。 
音響面でも本作からレコーディング時にデジタルテープレコーダーが使用されはじめる。ただし安藤はアナログテープレコーダーを使用していると証言している。
今作のヴォーカルナンバーは2曲目「THE REST OF A ROMANCE」1曲となり、バンド形態時での歌詞掲載曲は本曲が最後（形態としては前2作より『Make Me A Star』に近い）。理由は本来のフロントマン伊東とのバランスや、和泉の加入でスクェア・サウンドが確立されたことで、安藤が歌モノ指向への憧れを断ち切ったことに依る。
1曲目「ハワイへ行きたい」はFM東京系列『ソニーデジタルサウンド』のテーマ曲。亜蘭知子の2ndアルバムに収録の「THE MARRIED MAN」のリメイク版であるとされている。
6曲目「CHANGE YOUR MIND」は日立マクセル「XLカセット」のCMソングで、前キーボード担当である久米が作曲。本曲曲のみ久米がゲストミュージシャンとしてプロフェット5で演奏に参加。
また表題曲の3曲目「脚線美の誘惑」や4曲目「HEARTS」8曲目「FULL CIRCLE」などライブでもよく演奏される楽曲を多く含むアルバム。

## 収録曲
1. ハワイへ行きたい - 安藤まさひろ作曲
2. THE REST OF A ROMANCE - サンディー、宗貢央作詞、安藤まさひろ作曲
3. 脚線美の誘惑 - 安藤まさひろ作曲
4. HEARTS - 安藤まさひろ作曲
5. LOVE'S STILL BURNIN'  - 安藤まさひろ作曲
6. CHANGE YOUR MIND - 久米大作作曲
7. BETWEEN - 田中豊雪作曲
8. FULL CIRCLE - 安藤まさひろ作曲
9. MEMORIES OF ALICE - 和泉宏隆・伊東たけし作曲

## ミュージシャン
- THE SQUARE
  - 安藤まさひろ - Guitars
  - 伊東たけし - Alto Saxophone & Lyricon
  - 田中豊雪 - Electric Bass & Synthesizer Bass
  - 和泉宏隆 - Keyboards
  - 長谷部徹 - Drums
- Guest Musicians
  - 仙波清彦 - Percussions（#1 - 6, #8）
  - サンディー - Choir Vocals（#2）
  - 宗貢央 - Choir Vocals（#2）
  - 久米大作 - Synthesizer（#6）
  - 多忠昭アンサンブル - Strings（#4, #9）
  - 斉藤清 - Tenor Saxophone（#5）
  - 新井英治 - Trombone（#5）
  - 岡田澄雄 - Trombone（#5）
  - 数原晋 - Trumpet（#5）
  - 小林正弘 - Trumpet（#5）